# Audio Bullys
Audio Bullys är en brittisk musikgrupp som spelar elektronisk musik och hiphop. Gruppen bildades av Simon Franks och Tom Dinsdale.
En av gruppens mest kända låtar är "Shot You Down", som innehåller samplingar av Nancy Sinatras "Bang Bang (My Baby Shot Me Down)".

## Diskografi (urval)
Album
- Ego War (2003)
- Generation (2005)
- Higher Than The Eiffel (2010)

Singlar (urval)
- "We Don't Care" (2003)
- "The Things" / "Turned Away" (2003)
- "Way Too Long" (2003)
- "Shot You Down" (2005) (# 3 på UK Singles Chart)
- "I'm in Love" (2005)
- "Gimme That Punk" (2008)
- "Only Man" (2010)
- "Shotgun" (2011)